# Knodus
Knodus é um gênero de peixes caracídeos sul-americanos de água doce.

## Espécies
- Knodus alpha (C. H. Eigenmann, 1914)[2]
- Knodus borki Zarske, 2008
- Knodus breviceps (C. H. Eigenmann, 1908)
- Knodus caquetae Fowler, 1945
- Knodus chapadae (Fowler, 1906)
- Knodus cinarucoense (Román-Valencia, Taphorn & Ruiz-C., 2008)[2]
- Knodus delta Géry, 1972
- Knodus deuterodonoides (C. H. Eigenmann, 1914)[2]
- Knodus dorsomaculatus K. M. Ferreira & Netto-Ferreira, 2010
- Knodus figueiredoi Esguícero & R. M. C. Castro, 2014[3]
- Knodus gamma Géry, 1972
- Knodus geryi F. C. T. Lima, Britski & Machado, 2004
- Knodus heteresthes (C. H. Eigenmann, 1908)
- Knodus jacunda (Fowler, 1913)[2]
- Knodus longus Zarske & Géry, 2006
- Knodus megalops G. S. Myers, 1929
- Knodus meridae C. H. Eigenmann, 1911
- Knodus mizquae (Fowler, 1943)
- Knodus moenkhausii (C. H. Eigenmann & C. H. Kennedy, 1903)
- Knodus nuptialis Menezes & Marinho, 2019[4]
- Knodus orteguasae (Fowler, 1943)
- Knodus pasco Zarske, 2007
- Knodus savannensis Géry, 1961
- Knodus septentrionalis Géry, 1972
- Knodus shinahota K. M. Ferreira & Carvajal-Vallejos, 2007
- Knodus smithi (Fowler, 1913)
- Knodus tanaothoros (S. H. Weitzman, Menezes, Evers & J. R. Burns, 2005)[2]
- Knodus tiquiensis K. M. Ferreira & F. C. T. Lima, 2006
- Knodus victoriae (Steindachner, 1907)
- Knodus weitzmani (Menezes, Netto-Ferreira & K. M. Ferreira, 2009)[2]